# Jack Gold
Jack Gold (28 de junio de 1930-9 de agosto de 2015) fue un director de cine y películas de televisión británico. Formó parte de la British Realist Tradition, la corriente artística influenciada por el movimiento Free Cinema.

## Carrera
Gold nació en Londres y se educó en la University College London (UCL). Cuando abandonó esta comenzó su carrera como editor en el programa Tonight de la BBC. Dirigió documentales y películas, trabajos con los que manifestaba sus opiniones políticas y sociales. 
Se le conoce sobre todo por películas como The Visit (1959), The National Health (1973), The Naked Civil Servant (1975), Man Friday (1975), The Medusa Touch (1978), Charlie Muffin (1979), The Chain (1985) y Escape From Sobibor (1987).
Entre sus trabajos se incluye también la versión televisiva para la BBC de The Merchant of Venice (1980) y Macbeth (1983), así como la rara pero efectiva adaptación para televisión de la novela de Graham Greene The Tenth Man (1988) (El décimo hombre), que incluye a Anthony Hopkins en el reparto. 
También dirigió la premiada adaptación del libro Goodnight Mister Tom (1998), con John Thaw a la cabeza del reparto.
Gold ha dirigido el episodio final de la serie de televisión Inspector Morse y las series Kavanagh QC y The Brief.

## Filmografía
- My Father Knew Lloyd George (1965) (programa de televisión).
- The World of Coppard (1968)
- The Bofors Gun (1968)
- The Reckoning (1969)
- Stoker Leishman's Diaries (1972)
- The Gangster Show: The Resistible Rise of Arturo Ui (1972)
- Conflict (1973)
- The National Health (1973)
- Who? (1973)
- Man Friday (1975)
- The Naked Civil Servant (1975)
- Aces High (1976)
- The Medusa Touch (1978)
- The Sailor's Return (1978)
- Charlie Muffin (1979)
- Little Lord Fauntleroy (1980)
- The Merchant of Venice (1980)
- Praying Mantis (1983)
- Macbeth (1983)
- Good and Bad at Games (1983)
- Red Monarch (1983)
- The Chain (1984)
- Sakharov (1984)
- Me and the Girls (1985)
- Murrow (1986)
- Escape from Sobibor (1987)
- Stones for Ibarra (1988)
- The Tenth Man (1988)
- Ball Trap on the Cote Sauvage (1989)
- The Rose and the Jackal (1990)
- The War That Never Ends (1991)
- She Stood Alone (1991)
- Der Fall Lucona (1993)
- Spring Awakening (1994)
- The Return of the Native (1994)
- Heavy Weather (1995)
- Into the Blue (1997)
- Goodnight Mister Tom (1998)